# Мали Пролог
Мали Пролог је насељено место у саставу општине Појезерје, Дубровачко-неретванска жупанија, Република Хрватска.

## Историја
До територијалне реорганизације у Хрватској налазио се у саставу старе општине Метковић.

## Становништво
На попису становништва 2011. године, Мали Пролог је имао 31 становника.
| Број становника по пописима | Број становника по пописима | Број становника по пописима | Број становника по пописима | Број становника по пописима | Број становника по пописима | Број становника по пописима | Број становника по пописима | Број становника по пописима | Број становника по пописима | Број становника по пописима | Број становника по пописима | Број становника по пописима | Број становника по пописима | Број становника по пописима | Број становника по пописима |
| --------------------------- | --------------------------- | --------------------------- | --------------------------- | --------------------------- | --------------------------- | --------------------------- | --------------------------- | --------------------------- | --------------------------- | --------------------------- | --------------------------- | --------------------------- | --------------------------- | --------------------------- | --------------------------- |
| 1857                        | 1869                        | 1880                        | 1890                        | 1900                        | 1910                        | 1921                        | 1931                        | 1948                        | 1953                        | 1961                        | 1971                        | 1981                        | 1991                        | 2001                        | 2011                        |
| 0                           | 0                           | 70                          | 78                          | 118                         | 160                         | 0                           | 150                         | 169                         | 186                         | 192                         | 189                         | 134                         | 86                          | 55                          | 31                          |

Напомена: У 1857., 1869. и 1921. подаци су садржани у насељу Позла Гора. У 1880. и 1890. исказано као део насеља.

### Попис1991.
На попису становништва 1991. године, насељено место Мали Пролог је имало 86 становника, следећег националног састава:
| Попис 1991.‍ | Попис 1991.‍ | Попис 1991.‍ | Попис 1991.‍ | Попис 1991.‍ |
| ----------- | ----------- | ----------- | ----------- | ----------- |
|             |             |             |             |             |
| Хрвати      | Хрвати      |             | 84          | 97,67%      |
| непознато   | непознато   |             | 2           | 2,32%       |
| укупно: 86  |             |             |             |             |